# Rolf Dieter Illg
Rolf Dieter Illg (1942) es un profesor, botánico, y orquideólogo brasileño. Desarrolla actividades académicas en la Universidad Estadual de Campinas, UNICAMP, trabajando en el área de las Espermatófitas.
Responsable, en colaboración con Brieger de la descripción de la especie Maxillaria brasiliensis Brieger & Illg

## Algunas publicaciones
- r.d.Illg, r.t. Faria. 1995. “Micropropagation of Alpinia purpurata from inflorescence buds”. Plant Cell, Tissue & OrganCulture 40 (2 ): 183-185

- r.t. Faria, r.d. Illg. 1995. Micropropagation of Zingiber spectabile Griff. Sci. Hort. 62:135–137

- ------------, ----------. 1993. Intreogressao da capacidade de regeneracao de plantas in vitro no tomateiro (Lycopersicon esculentum). Rev. Bras. de Genetica 16, 376

- l.p. Barrueto Cid, r.d. Illg. 1993. Efeito do ácido 2-(N-morfolino) etano sulfônico, rifampicina e sacarose não p a., no crescimento de uma suspensão celular de alho (Allium sativum L.) cv. Chonan. Congr. Nac. Fisiol. Vegetal/ Rev. Bras. Fisiol. Vegetal 5, 103

- s.t.Sibov, r.d. Illg. 1993. Otimizacao do processo de obtencao de microbulbilhos de alho (Allium sativum L.) atraves da cultura de meristemas in vitro. Rev. Bras. de Genetica, 16, 375

- d.d. Illg. 1969. Estudo comparativo entre progenies de meio irmaos e seus respectivos cruzamentos com um testador. Ed. Escola Superior de Agricultura Luiz de Queiroz, 33 pp.